# Triplophysa arnoldii
Triplophysa arnoldii és una espècie de peix de la família dels balitòrids i de l'ordre dels cipriniformes.
Els mascles poden assolir els 7 cm de longitud total. Es troba a l'oest de Mongòlia.